# 町立湯河原美術館
町立湯河原美術館（ちょうりつゆがわらびじゅつかん）は、神奈川県足柄下郡湯河原町にある美術館。
老舗旅館を改装し、1998年に「湯河原ゆかりの美術館」として開館。2006年に館名を「町立湯河原美術館」に変更した。
竹内栖鳳、安井曾太郎、三宅克己、平松礼二など湯河原町ゆかりの作家の作品を所蔵展示する。水曜定休。

## 利用
- 開館時間：9時から16時30分
- 休館日：水曜日（祝日に当たるときは開館）、館内作業日、年末（12月28日から31日）、展示替え期間、臨時休館日

## 施設概要
- 1階
  - 受付
  - 情報コーナー（観光情報、他美術館のチラシ等を配列）
  - 図書コーナー
  - コインロッカー
  - トイレ（身障者用トイレ、男性用・女性用）
  - ミュージアムショップ
- 2階
  - 平松礼二館[3]
  - 企画展示室
  - 常設館
  - 展望休憩室（展示室内）
- 3階
  - 平松礼二公開アトリエ[4]

- 庭園
- 駐車場（有料）

## 交通
- 自動車
  - JR東日本東海道本線湯河原駅から県道75号経由で約10分（3キロメートル）
- バス
  - 湯河原駅から温泉場中央バス停下車徒歩分1分（50メートル）

## 周辺
- フォレストリゾート ゆがわら水の香里
- 旅館天作
- 敷島館
- エクシブ湯河原離宮
- 湯河原駅
- 西村京太郎記念館
- 県道75号
- 千歳川